# Luka Baković
Luka Baković (Split, 3. prosinca 1997.) hrvatski je parasportaš specijaliziran za atletske discipline: bacanje koplja i bacanje kugle.
Rođen je u Splitu 3. prosinca 1997. godine bez lijeve šake. Prvo se bavio taekwondoom i bio svjetski prvak u parataekwondou sa 16 godina. Prestao se baviti taekwondoom kada je ukinuta njegova kategorija. Studirao je na Ekonomskom fakultetu.
Kasnije se počeo baviti atletikom u disciplinama bacanje koplja i kugle. Bio je europski prvak u paratletici u bacanju koplja u poljskom Bydgoszczu 2021. godine.
U svibnju 2024. Baković se natjecao na Svjetskom prvenstvu u paraatletici i osvojio brončanu medalju u disciplini bacanje kugle F46. Zatim je predstavljao Hrvatsku na Ljetnim paraolimpijskim igrama 2024. i osvojio brončanu medalju u istoj disciplini.